# A Teixeira
A Teixeira (spanisch La Teijeira) ist ein Ort und das Verwaltungszentrum einer Gemeinde (municipio) mit 326 Einwohnern (Stand: 2024) in der Provinz Ourense in der Autonomen Region (Comunidad Autónoma) Galicien im Nordwesten Spaniens.

## Lage und Klima
A Teixeira liegt etwa 45 km östlich von Ourense in einer Höhe von ca. 595 m. Der Río Sil begrenzt die Gemeinde im Norden. Das vom Atlantik geprägte Klima ist gemäßigt und nicht selten regnerisch.

## Bevölkerungsentwicklung der Gemeinde
Legende: Teijeira___La Teijeira___Teixeira___A Teixeira

Quelle: INE-Archiv – grafische Aufarbeitung für Wikipedia
Durch Fortzug in die umliegenden Städte ist die Bevölkerung seit den 1950er Jahren stetig gesunken.

## Gemeindegliederung
Die Gemeinde A Teixeira ist in acht Parroquias gegliedert:
| Parroquias  | Patrozinium    | Einwohner 2024 | Fläche km² | Dichte Einw./km² | Höhe msnm | Ortskennzahl |
| ----------- | -------------- | -------------- | ---------- | ---------------- | --------- | ------------ |
| Abeleda     | Santa María    | 80             | 1,50       | 53               | 382       | 32080010000  |
| Boazo       | Santa María    | 13             | 3,24       | 4                | 684       | 32080020000  |
| Cristosende | Santa María    | 44             | 3,94       | 11               | 433       | 32080030000  |
| Fontao      | San Bartolomeu | 3              | 1,59       | 2                | 420       | 32080040000  |
| Lumeares    | San Salvador   | 87             | 4,07       | 21               | 402       | 32080050000  |
| Montoedo    | Santa Mariña   | 25             | 2,83       | 9                | 584       | 32080060000  |
| Pedrafita   | San Martiño    | 51             | 7,53       | 7                | 798       | 32080070000  |
| Sistín      | Santa María    | 39             | 2,96       | 13               | 0         | 32080080000  |

## Wirtschaft
| Ackerbau, Viehzucht und Fischerei                                                  | 016 | 013,91 |
| Industrie                                                                          | 013 | 011,30 |
| Bauwirtschaft                                                                      | 010 | 08,70  |
| Dienstleistungsbetriebe                                                            | 076 | 066,09 |
| Total                                                                              | 115 | 100,00 |
| * Daten aus dem Statistischen Amt für Wirtschaftliche Entwicklung in Galicien, IGE |     |        |